# Козані (ном)
Козані (грец. Κοζάνη) — ном у Греції, розташований у периферії Західна Македонія. Столиця — Козані.

## Муніципалітети і комуни

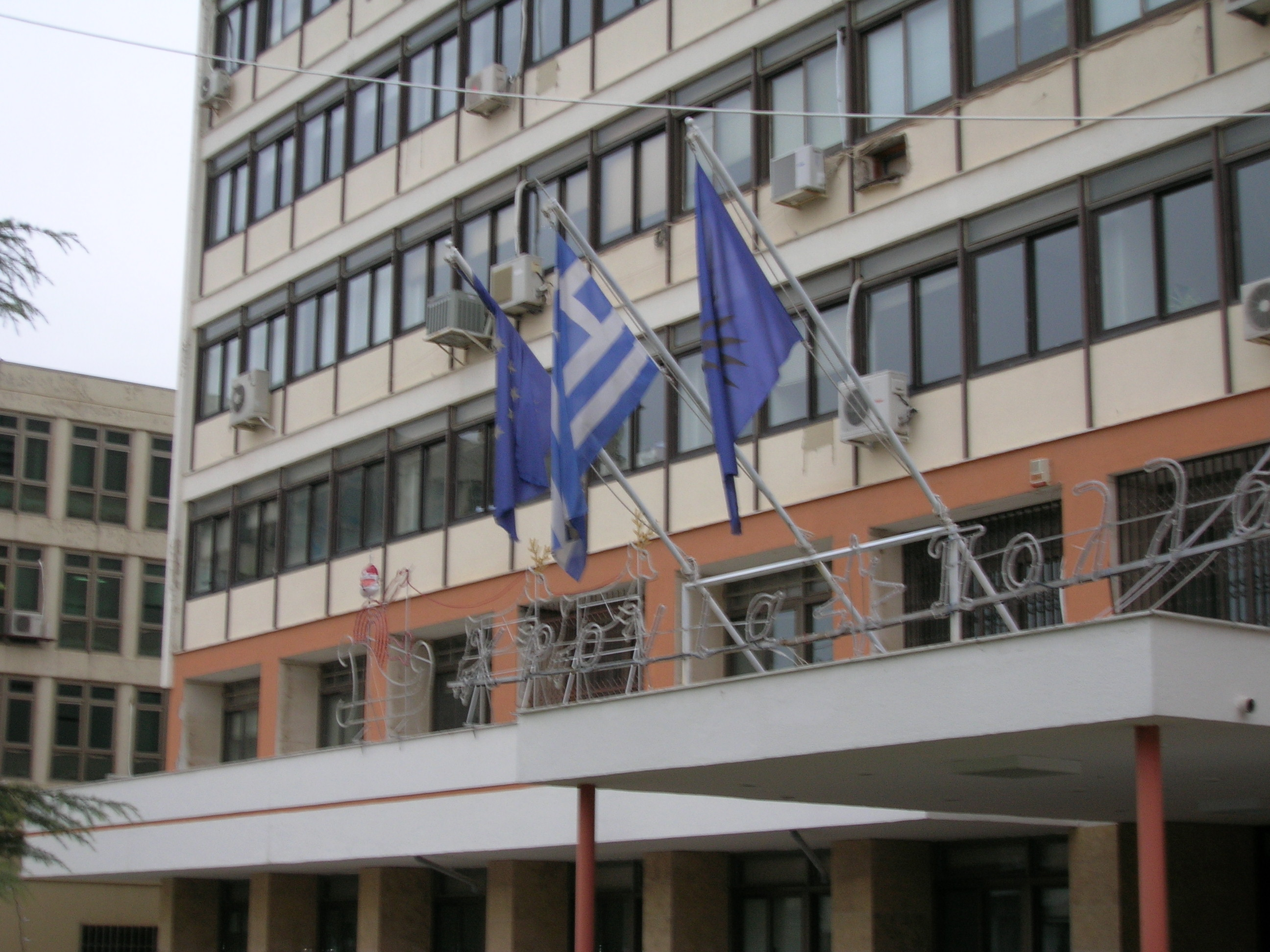
Будівля номархії Козані

| Муніципалітет        | YPES код | Місцева влада (якщо відрізняється) | Поштовий код | Тел. код     |
| -------------------- | -------- | ---------------------------------- | ------------ | ------------ |
| Ая-Параскеві         | 2901     | Айос-Христофорос                   | 502 00       | 24630-51     |
| Еані                 | 2902     |                                    | 500 04       | 24610-98     |
| Аскіо                | 2903     | Калонері                           | 500 03       | 24650-71     |
| Дімітріос Іпсілантіс | 2907     | Мавродендрі                        | 502 00       | 24610-96     |
| Елімія               | 2908     | Крокос                             | 500 10       | 24610-63     |
| Елліспонтос          | 2909     | Кілада                             | 501 00       | 24610-90     |
| Камвунія             | 2910     | Трановалто                         | 505 00       | 24640-5      |
| Козані               | 2911     |                                    | 501 00       | 24610-2 до 7 |
| Мурікі               | 2913     | Емпоріо                            | 500 05       | 24630-6      |
| Неаполі              | 2914     |                                    | 500 01       | 24680-2      |
| Птолемаїда           | 2916     |                                    | 502 00       | 24630-27     |
| Сервія               | 2917     |                                    | 505 00       | 24640-2      |
| Сіастіста            | 2918     |                                    | 503 00       | 24650-2      |
| Цотілі               | 2919     |                                    | 500 02       | 24680-31     |
| Велвентос            | 2904     |                                    | 504 00       | 24640-31     |
| Верміо               | 2905     | Комніна                            | 500 06       | 24630-31     |
| Муніципалітет        | YPES код | Місцева влада (якщо відрізняється) | Поштовий код | Тел. код     |
| Власті               | 2906     |                                    | 500 09       | 24630-93     |
| Лівадеро             | 2912     |                                    | 505 00       | 24640-41     |
| Пенталофос           | 2915     |                                    | 500 07       | 24680-41     |

| Греція | Це незавершена стаття з географії Греції. Ви можете допомогти проєкту, виправивши або дописавши її. |